# Rubrocuneocoris
Rubrocuneocoris is een geslacht van wantsen uit de familie van de Miridae (Blindwantsen). Het geslacht werd voor het eerst wetenschappelijk beschreven door Schuh in 1984.

## Soorten
Het genus bevat de volgende soorten:

- Rubrocuneocoris acuminatus Schuh, 1984
- Rubrocuneocoris albescens Yasunaga, 2001
- Rubrocuneocoris anandros Yasunaga & Duwal, 2015
- Rubrocuneocoris bifidus Schuh, 1984
- Rubrocuneocoris calvertae Henry, 2017
- Rubrocuneocoris falcis C.S. Lin, 2006
- Rubrocuneocoris lanceus X.M. Li & G.Q. Liu, 2008
- Rubrocuneocoris maculosus C.S. Lin, 2006
- Rubrocuneocoris nigriceps Duwal, Yasunaga & Lee, 2010
- Rubrocuneocoris nodus C.S. Lin, 2008
- Rubrocuneocoris quercicola Josifov, 1987
- Rubrocuneocoris spiculatus Schuh, 1984
- Rubrocuneocoris trifidus C.S. Lin, 2006
- Rubrocuneocoris vietnamensis Duwal, Schwartz & Yasunaga, 2019
- Rubrocuneocoris wudingensis X.M. Li & G.Q. Liu, 2008